# Andrea Müller
Andrea Müller (ur. 29 czerwca 1974 w Zweibrücken) – niemiecka lekkoatletka, specjalizująca się w skoku o tyczce, była rekordzistka świata.
5 sierpnia 1995 w Zittau Müller pobiła rekord świata skacząc 4,18 m, 13 dni później wynik ten poprawiła Czeszka Daniela Bártová.

## Osiągnięcia
- 5. miejsce podczas halowych mistrzostw Europy (Sztokholm 1996)
- 4 medale mistrzostw Niemiec na stadionie w tym dwa złote (1994, 1997)

## Rekordy życiowe
- skok o tyczce (stadion) – 4,30 m (1997) / 4,40sq (1995)[1]
- skok o tyczce (hala) – 4,20 m (2000 & 2001)